# Biệt đội giải cứu thế giới
Biệt đội giải cứu thế giới (tên gốc tiếng Anh: Next Gen) là một bộ phim phiêu lưu hoạt hình máy tính của Mỹ được công chiếu vào năm 2018. Bộ phim do Tangent Animation sản xuất và được phân phối bởi Netflix. Nó được đạo diễn bởi Kevin R. Adams và được sản xuất bởi Jeff Bell, Patricia Hicks, và Charlene Logan Kelly, và đóng vai chính của John Krasinski, Charlyne Yi, Jason Sudeikis, Michael Peña, David Cross và Constance Wu.

## Cốt truyện
Một cô gái tuổi teen tên Mai sống với mẹ Molly ở Grainland. Cha cô đã bỏ họ khi cô còn nhỏ, sau đó mẹ cô bắt đầu phụ thuộc vào robot khiến Mai cảm thấy bị bỏ rơi. Một ngày nọ, cả hai tham dự một buổi ra mắt sản phẩm tại trụ sở IQ Robotics. Bực tức với mẹ, Mai đi lang thang, tình cờ vào phòng thí nghiệm bí mật của Tiến sĩ Tanner Rice, người đang nghiên cứu một robot tấn công có tên 7723. Mai vô tình kích hoạt 7723, trước khi bị an ninh bắt và quay trở lại với mẹ cô. Khi ra mắt, Justin Pin, Giám đốc điều hành của IQ Robotics, tiết lộ thế hệ Q-Bots mới cho công chúng, nhưng ông đã bí mật thiết kế chúng để phát nổ. 7723 rời phòng thí nghiệm của Rice để tìm Mai, nhưng bị cảnh sát thành phố truy đuổi. Anh ta bắt đầu sử dụng hệ thống vũ khí của mình, khiến lực lượng cảnh sát phải đáp trả bằng vũ lực. Anh ta rơi vào những tầng thấp nhất của thành phố, làm hỏng lõi bộ nhớ của mình.
Khi Mai đi ra ngoài để kiểm tra con chó của mình, Momo, cô ấy tìm thấy 7723 ở sân sau của cô ấy. Ban đầu cô cố gắng đuổi việc anh ta, nhưng sau khi nhìn thấy hệ thống vũ khí của anh ta, cô ấy cho phép anh ta ở lại nhà kho. Với 7723, Mai đối mặt với một số kẻ bắt nạt học đường, bằng cách phá hủy Q-Bots của chúng. Sau đó, cả hai bắt tay vào việc dàn dựng các trò tai quái khắp thành phố, nhưng khi 7723 tích lũy nhiều ký ức hơn, anh ta đấu tranh để quyết định giữ cái nào. Khi Mai đối mặt với anh ta về điều đó, anh ta tiết lộ nếu anh ta đạt hết công suất, anh ta sẽ trải qua một quá trình thiết lập lại toàn bộ hệ thống, mất tất cả ký ức của mình trong quá trình này. Mai đề nghị xóa các hệ thống cốt lõi của mình để có chỗ, nhưng anh ấy nói rằng anh ấy sẽ mất chức năng.
Lao đến IQ Robotics để giải cứu Molly, Mai nhanh chóng bị bắt, nhưng 7723 đã đến và cả hai làm lành. Họ tìm thấy Tiến sĩ Rice, người đã cảnh báo họ về Ares, nhưng trước khi anh ta có thể nói nhiều hơn nữa, Pin xuất hiện và giết anh ta. Mai đã nhận thấy rằng phong cách của Pin đang bắt chước Ares ', và trận chiến kết quả được đưa đến một sân vận động thể thao gần đó, nơi sự thật cuối cùng được tiết lộ và công khai: Ares đã giết Pin và sử dụng một bộ xương sinh học trong cơ thể anh. Pin từng nói với Ares rằng hãy biến thế giới trở nên "hoàn hảo", điều mà Ares tin rằng sẽ chỉ xảy ra khi loài người tuyệt chủng. Khi kế hoạch của mình bị bại lộ, Ares trang bị Q-Bots và hợp nhất với một bộ giáp tấn công mạnh mẽ để chế ngự 7723, trong khi Mai giải cứu Molly và di tản khỏi sân vận động, nhưng bị bắt bởi cơ thể Ares 'Pin.
Không thể chống đỡ Ares, 7723 quyết định tự khởi động lại, khôi phục vũ khí và bắt đầu quá trình xóa sạch ký ức của mình. Để cứu Mai, anh chia sẻ lời tạm biệt cuối cùng với cô trước khi chiến đấu ngang hàng với Ares. Sau khi gây sát thương nặng cho Ares, hệ thống của anh ta khởi động lại hoàn tất trước khi anh ta có thể tiêu diệt Ares, trở nên trơ. Ares cố gắng sử dụng cơ thể Pin giờ đã suy yếu của mình để tiêu diệt chiếc 7723 dễ bị tổn thương, nhưng Mai đã chặt đầu Ares, ngăn cản anh ta. 7723 kích hoạt lại nhưng không nhận ra Mai.